# Gruppe 47

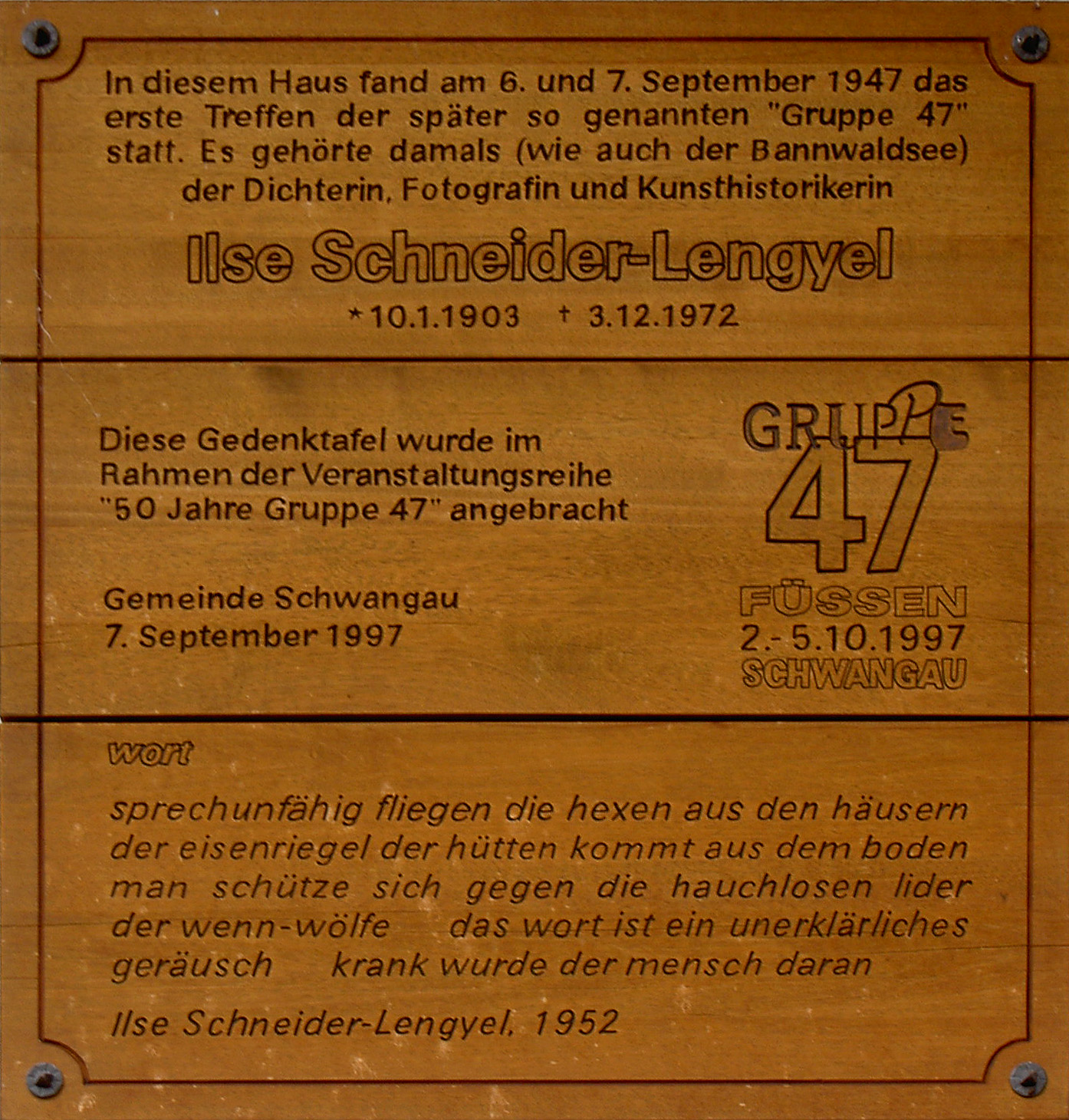
Eine Gedenktafel am Haus erinnert an das Treffen.

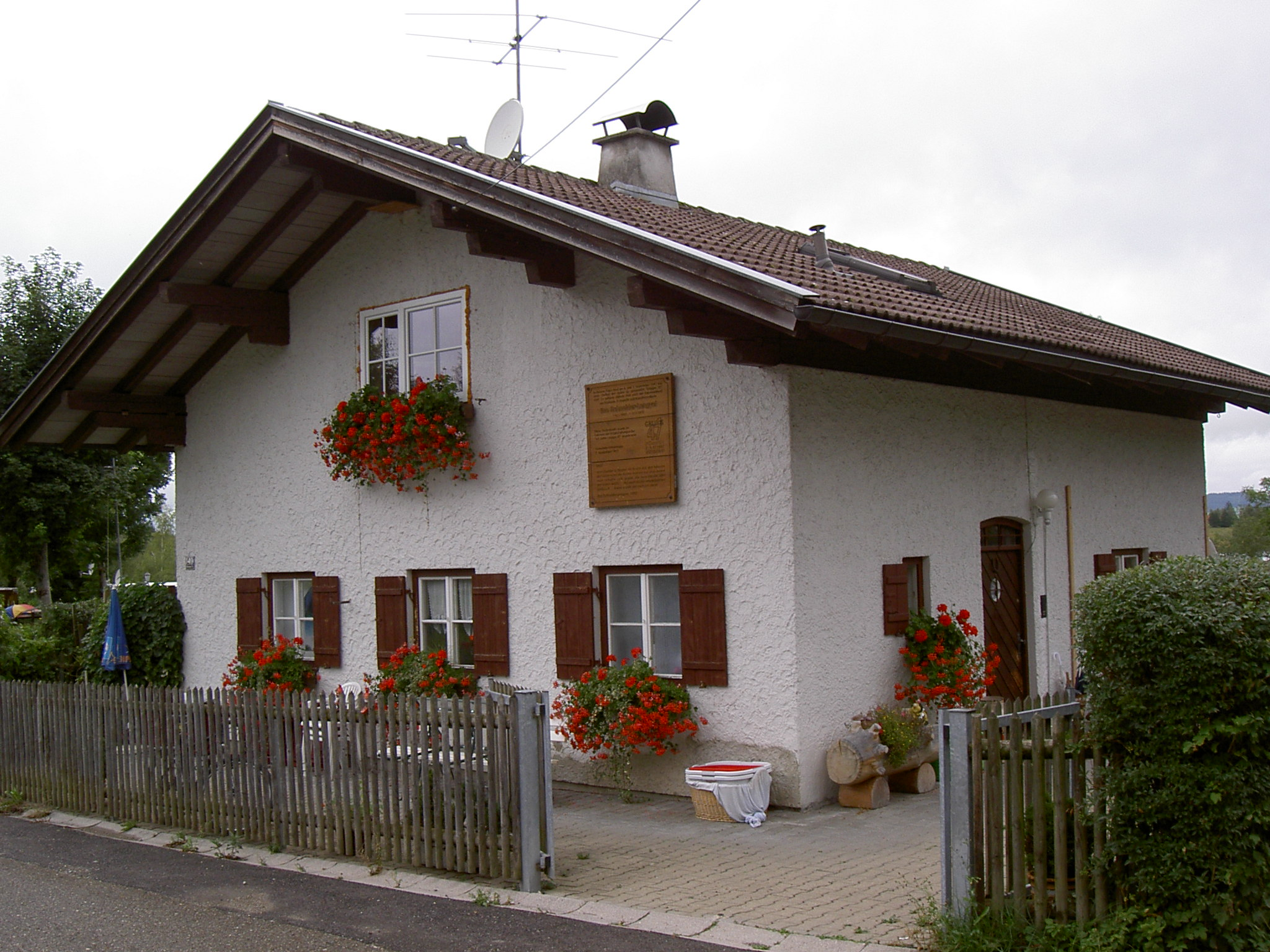
Im Haus der Fotografin und Schriftstellerin Ilse Schneider-Lengyel am Bannwaldsee bei Füssen traf sich die Gruppe 47 zum ersten Mal.

Als Gruppe 47 werden die Teilnehmer an den deutschsprachigen Schriftstellertreffen bezeichnet, zu denen Hans Werner Richter von 1947 bis 1967 einlud. Die Treffen dienten der gegenseitigen Kritik der vorgelesenen Texte und der Förderung junger, noch unbekannter Autoren. Der in demokratischer Abstimmung ermittelte Preis der Gruppe 47 erwies sich für viele Ausgezeichnete als Beginn ihrer literarischen Karriere. Die Gruppe 47 besaß keine Organisationsform, keine feste Mitgliederliste und kein literarisches Programm, wurde aber stark durch Richters Einladungspraxis geprägt.
In ihrer Anfangszeit bot die Gruppe 47 jungen Schriftstellern eine Plattform zur Erneuerung der deutschen Literatur nach dem Zweiten Weltkrieg. Später avancierte sie zu einer einflussreichen Institution im Kulturbetrieb der Bundesrepublik Deutschland, an deren Tagungen bedeutende zeitgenössische Autoren und Literaturkritiker teilnahmen. Der kulturelle und politische Einfluss der Gruppe 47 wurde Gegenstand zahlreicher Debatten. Auch nach dem Ende ihrer Tagungen 1967 blieben ehemalige Teilnehmer der Gruppe richtungsweisend für die Entwicklung der deutschsprachigen Literatur.

## Geschichte

### Vorgeschichte:Der Ruf

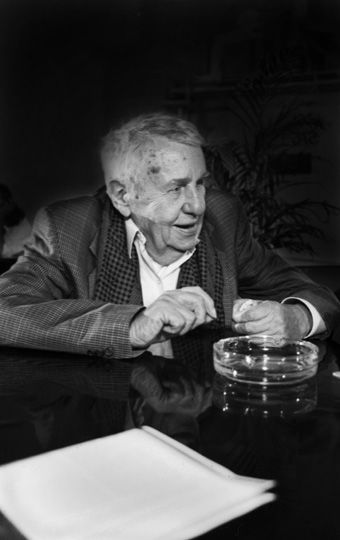
Hans Werner Richter war der Organisator der Gruppe 47.

Im Frühjahr 1945 entstand im Kriegsgefangenenlager Fort Kearny in Rhode Island als Teil des amerikanischen Reeducation-Programms für die deutschen Kriegsgefangenen die Zeitschrift Der Ruf: Zeitung der deutschen Kriegsgefangenen. Sie wurde von Curt Vinz herausgegeben, zu ihren Mitarbeitern gehörten Alfred Andersch und Hans Werner Richter. Nach ihrer Rückkehr nach Deutschland planten sie in Vinz’ Verlag eine Nachfolgezeitschrift unter dem Titel Der Ruf – unabhängige Blätter der jungen Generation, die erstmals am 15. August 1946 erschien. Die Zeitschrift druckte auch literarische Texte ab, aber die Herausgeber Andersch und Richter verstanden sie vor allem als politisches Organ, in dem sie für ein freies Deutschland als Brücke zwischen Ost und West und eine sozialistische Gesellschaftsform eintraten. Dabei übten sie auch Kritik an der amerikanischen Besatzungsmacht, was im April 1947 zum Verbot des Rufs durch die Information Control Division der amerikanischen Besatzungszone führte. Erst nach der Absetzung der beiden Herausgeber konnte die Zeitschrift unter Leitung von Erich Kuby und mit veränderter politischer Ausrichtung wieder erscheinen. Sie verlor indessen an Bedeutung und wurde schließlich eingestellt.
Nach dem Ende der Tätigkeit beim Ruf plante Hans Werner Richter eine Nachfolgezeitschrift, die er Der Skorpion betiteln wollte. Als eine Art von Redaktionssitzung lud Richter Autoren aus dem Umfeld der geplanten Zeitung am 6. und 7. September 1947 zu einem Treffen am Bannwaldsee bei Füssen ins Haus Ilse Schneider-Lengyels ein. Dort sollten Manuskripte vorgelesen und gemeinsam diskutiert werden. Daneben stand der private und unterhaltende Charakter der Zusammenkunft im Vordergrund. Während die Zeitschrift Der Skorpion nie über ihre Nullnummer herauskam, entwickelte sich aus dem Treffen am Bannwaldsee die erste Tagung der Gruppe 47. Im Hinblick auf die Vorgeschichte behauptete Richter später: „Der Ursprung der Gruppe 47 ist politisch-publizistischer Natur. Nicht Literaten schufen sie, sondern politisch engagierte Publizisten mit literarischen Ambitionen.“

### Historische Periodisierung
Nach Friedhelm Kröll lässt sich die Geschichte der Gruppe 47 in vier Perioden einteilen:
1. Konstitutionsperiode 1947–49,
2. Aufstiegsperiode 1950–57,
3. Hochperiode 1958–63,
4. Spät- und Zerfallsperiode 1964–67.[3]

### Entstehung und Organisation

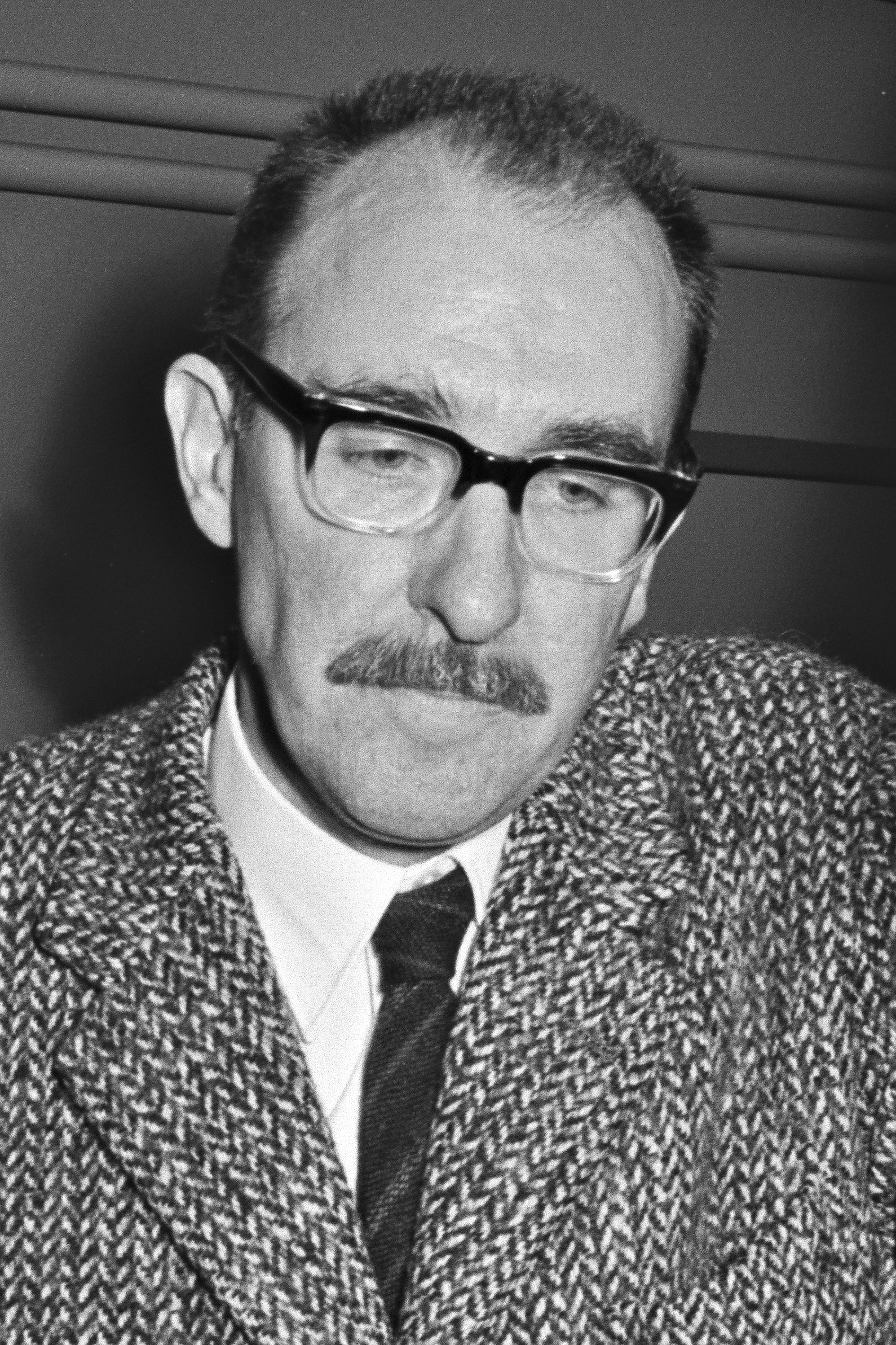
Wolfdietrich Schnurre las den ersten Text auf dem Gründungstreffen der Gruppe 47.

Am Treffen beim Bannwaldsee nahmen 16 Personen teil. Zum Auftakt las Wolfdietrich Schnurre seine Kurzgeschichte Das Begräbnis. Danach ergab sich ungeplant die Form von offener, teilweise scharfer, spontan geäußerter Kritik der anderen Teilnehmer, die zum späteren Ritual der Gruppenkritik werden sollte. Auch die Form der Lesung, bei der sich der vortragende Autor stets auf den freien Stuhl neben Richter setzte, scherzhaft „elektrischer Stuhl“ getauft, blieb konstant. Zur wichtigen Maxime wurde, dass der Vortragende sich nicht verteidigen durfte, sowie dass die Kritik der konkreten Texte im Mittelpunkt stand. Grundsatzdiskussionen literarischer oder politischer Art, die die Gruppe hätten spalten können, unterband Richter konsequent. Trotz seiner eigenen Präferenz für die realistische Trümmerliteratur gab es kein literarisches Programm der Gruppe, keine gemeinsame Poetologie und nur wenige Grundsätze, etwa keine faschistischen oder militaristischen Texte zuzulassen.
Der Name Gruppe 47 entstand erst im Anschluss an das erste Treffen, als Hans Werner Richter plante, die Veranstaltung regelmäßig zu wiederholen. Der Schriftsteller und Kritiker Hans Georg Brenner schlug den Namen in Analogie zur spanischen Generación del 98 vor. Richter, der jede Organisationsform der Treffen ablehnte, ob „Verein, Club, Verband, Akademie“ stimmte dem Vorschlag zu: „‚Gruppe 47‘, das ist ja völlig unverbindlich und besagt eigentlich gar nichts.“
Erst 1962, zum 15. Jahrestag der Entstehung, formulierte Richter rückblickend die „ideellen Ausgangspunkte“ der Gruppe 47:
1. „demokratische Elitenbildung auf dem Gebiet der Literatur und der Publizistik;“
2. „die praktisch angewandte Methode der Demokratie einem Kreis von Individualisten immer wieder zu demonstrieren mit der Hoffnung der Fernwirkung und der vielleicht sehr viel späteren Breiten- und Massenwirkung;“
3. „beide Ziele zu erreichen ohne Programm, ohne Verein, ohne Organisation und ohne irgendeinem kollektiven Denken Vorschub zu leisten.“[6]

Wen er zu den Treffen der Gruppe einlud, entschied Richter persönlich: „Es ist mein Freundeskreis. […] jetzt gebe ich einmal im Jahr ein Fest, […] das nennt man die Gruppe 47 […]. Und ich lade alle Leute ein, die mir passen, die mit mir befreundet sind.“ Damit ließ er Einflussnahme von außen auf die später kritisierte Einladungspraxis von vornherein gar nicht zu. Nach Heinz Ludwig Arnold, der mehrfach über die Gruppe 47 publizierte, war die Stärke Richters, der weder als Schriftsteller noch als Kritiker größere Bedeutung erlangt habe und bei seinen beiden eigenen Lesungen in der Kritik der Gruppe durchfiel, sein Organisationstalent. Der Erfolg der Gruppe 47 wurde für Richter zur Lebensaufgabe.

### Die ersten Jahre
Zwei Monate nach der Auftaktveranstaltung fand das zweite Treffen der Gruppe 47 in Herrlingen bei Ulm statt, bei dem sich die Teilnehmerzahl bereits verdoppelt hatte. Zu den erstmaligen Teilnehmern gehörte Richters Mitstreiter beim Ruf Alfred Andersch, dessen Essay Deutsche Literatur in der Entscheidung für die Gruppe eine programmatische Bedeutung erhielt. Ausgehend von der These, „echte Künstlerschaft“ sei stets „identisch mit der Gegnerschaft zum Nationalsozialismus“, konstatierte Andersch, dass „die junge Generation vor einer tabula rasa“ stehe, „vor der Notwendigkeit, in einem originalen Schöpfungsakt eine Erneuerung des deutschen geistigen Lebens zu vollbringen.“ Anderschs Zukunftsentwurf blieb für lange Zeit der einzige Essay, der in der Gruppe gelesen wurde.

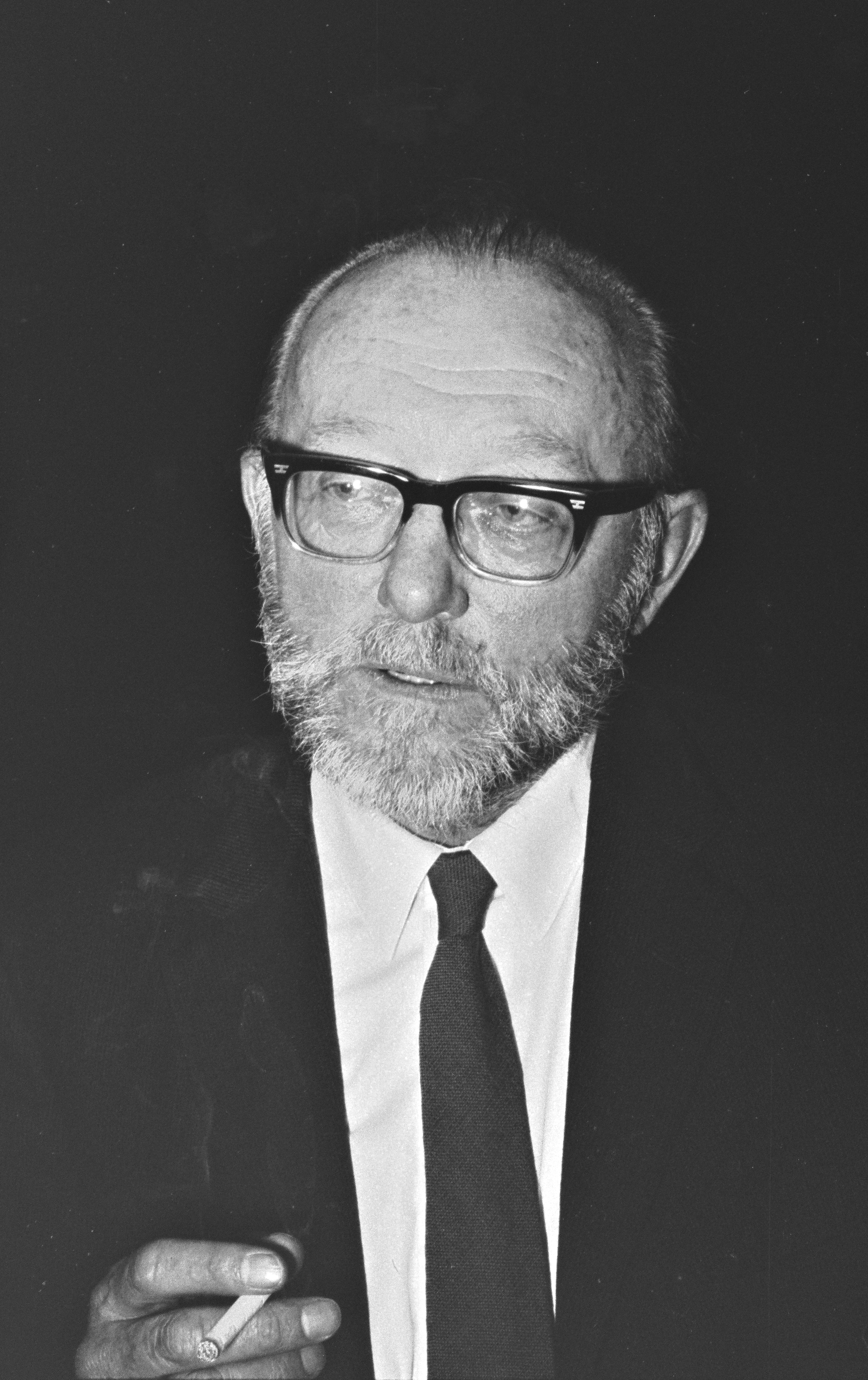
Günter Eich war in den Anfangsjahren der profilierteste Autor der Gruppe.

Die Treffen fanden in den Folgejahren zumeist halbjährlich im Frühjahr und Herbst an wechselnden Orten statt. Auf der siebten Tagung 1950 in Inzigkofen wurde erstmals der Preis der Gruppe 47 ins Leben gerufen, der im Unterschied zu den etablierten Literaturpreisen als Förderpreis für noch unbekannte Autoren gedacht war. Franz Joseph Schneider, der seit dem Vorjahr der Gruppe angehörte, hatte eine Spende von 1000 DM beschafft. Nach Abschluss der Lesungen kürten die anwesenden Mitglieder der Gruppe den Preisträger in einer demokratischen Wahl. Als Erster wurde der Lyriker Günter Eich ausgezeichnet. Er war mit dem dritten Treffen in Jugenheim zur Gruppe gestoßen und galt in den Anfangsjahren als ihr profiliertester Autor. In den folgenden Jahren organisierte Richter Preisgelder unterschiedlicher Höhe bei Verlagen und Rundfunkanstalten, vergab sie aber nur unregelmäßig. Ob bei der jeweiligen Tagung ein Preis ausgelobt wurde, gab er den Teilnehmern erst zum Abschluss bekannt.
Durch Empfehlungen Dritter, jedoch stets erst mittels persönlicher Einladung durch Hans Werner Richter kamen immer neue Autoren zu den Treffen der Gruppe 47. So debütierte im Jahr 1951 bei der Tagung in Bad Dürkheim auf Vorschlag Alfred Anderschs Heinrich Böll, der zu diesem Zeitpunkt zwar schon zwei Erzählungen und einen Roman veröffentlicht hatte, allerdings ohne dass diese auf breite Resonanz gestoßen waren. Böll erhielt gleich bei seiner ersten Lesung der Satire Die schwarzen Schafe den Preis der Gruppe 47, ein damals noch umstrittener Wahlerfolg des erstmaligen Teilnehmers.
Nur acht Monate und 16 Ausgaben überlebte 1952 die Literaturzeitschrift Die Literatur, ein Versuch, unter Richters Herausgeberschaft ein Sprachrohr der Gruppe 47 zu etablieren, das einige Texte aus dem Kreis der Teilnehmer erstveröffentlichte. Rolf Schroers urteilte nach der Einstellung: „Die Literatur war ein rohes, oft wüstes Blatt, unausgeglichen, marktschreierisch,“ und enthalte „blasses Zeug mehr als genug […], schlecht gezielte Angriffe, aber man nahm die Zeit wütend ernst.“

### Realismus und Moderne

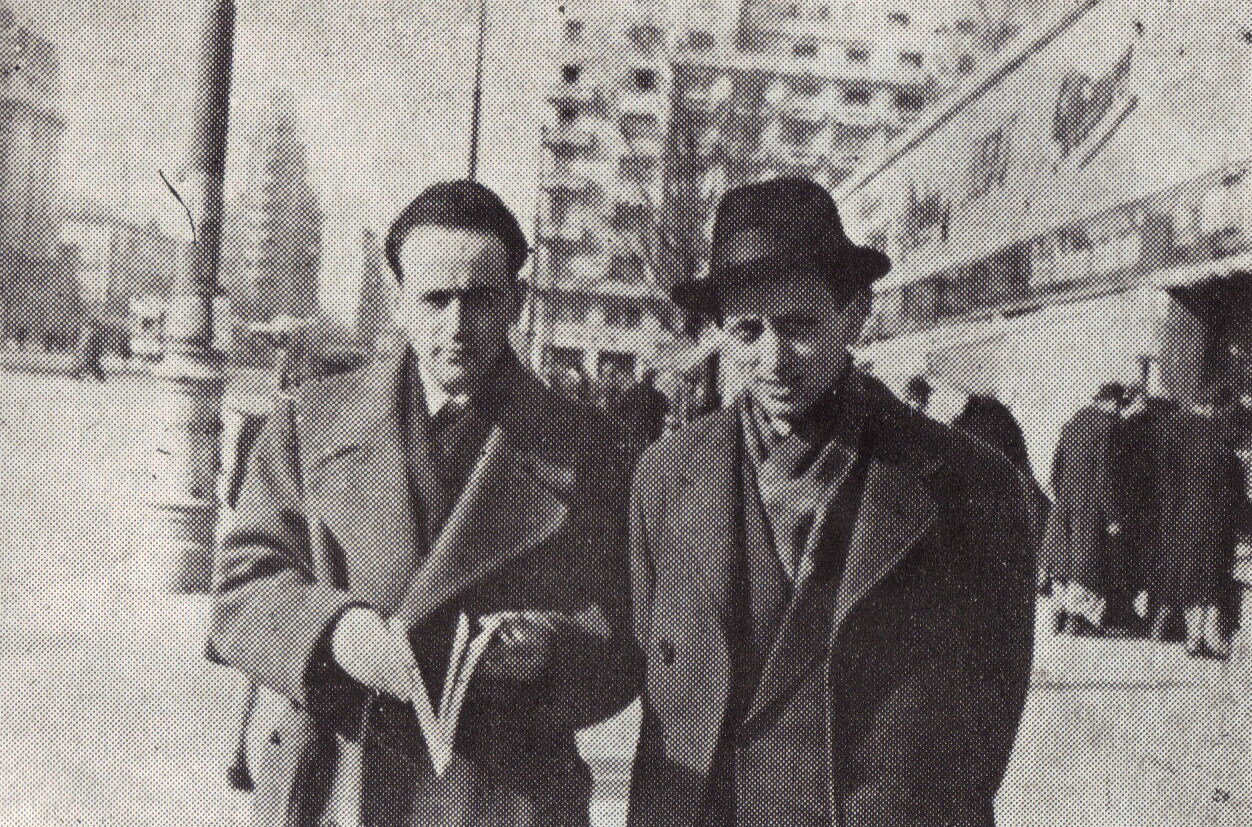
Paul Celan (links, hier mit Petre Solomon in Bukarest, Frühjahr 1947) stieß 1952 bei seiner Lesung auf den Widerstand der Realisten.

Mit steigender Bekanntheit der Gruppe wurden vermehrt Gäste aus dem In- und Ausland zu den Tagungen eingeladen. Das 10. Treffen fand im Mai 1952 in Niendorf statt, maßgeblich unterstützt von Ernst Schnabel, dem Intendanten des Hamburger Funkhauses des Nordwestdeutschen Rundfunk (NWDR). Dies bedeutete einen neuen Schritt in der Medienvernetzung: Der Rundfunk bot mehr Nischen für junge Autorinnen und Autoren als Zeitungen und Zeitschriften. Der NWDR trug die Kosten für die Anreise und stellte sein Erholungsheim für die Tagung zur Verfügung. Hier wurde auch erstmals deutlich, dass Verleger auf einer Tagung der Gruppe 47 gezielt nach Nachwuchs suchten und einigen der Anwesenden sogar Verträge anboten.
In Niendorf trug Paul Celan neben anderen Gedichten seine noch unbekannte Todesfuge vor und wurde nach Bölls nachträglicher Einschätzung „auf die peinlichste Weise mißverstanden“. Walter Jens erinnerte sich an die Reaktionen: „Als Celan zum ersten Mal auftrat, da sagte man: ‚Das kann doch kaum jemand hören!‘, er las sehr pathetisch. Wir haben darüber gelacht, ‚Der liest ja wie Goebbels!‘, sagte einer. […] Die Todesfuge war ja ein Reinfall in der Gruppe! Das war eine völlig andere Welt, da kamen die Neorealisten nicht mit.“ Milo Dor fügte den Ausspruch Richters hinzu, Celan habe „in einem Singsang vorgelesen wie in einer Synagoge“. In einem Brief an seine Frau Gisèle kommentierte Celan, Richter sei ein „Initiator eines Realismus, der nicht einmal erste Wahl ist“, und schloss: „Jene also, die die Poesie nicht mögen – sie waren in der Mehrzahl – lehnten sich auf.“ Trotz solcher Stimmen machte Celan mit dem Auftritt auf sich aufmerksam. Noch auf der Tagung erhielt er das Angebot für einen ersten Gedichtband in einem deutschen Verlag, und bei der abschließenden Wahl zum Preis der Gruppe erreichte er immerhin den dritten Rang. An weiteren Treffen der Gruppe 47 nahm er aber trotz wiederholter Einladungen nicht mehr teil.

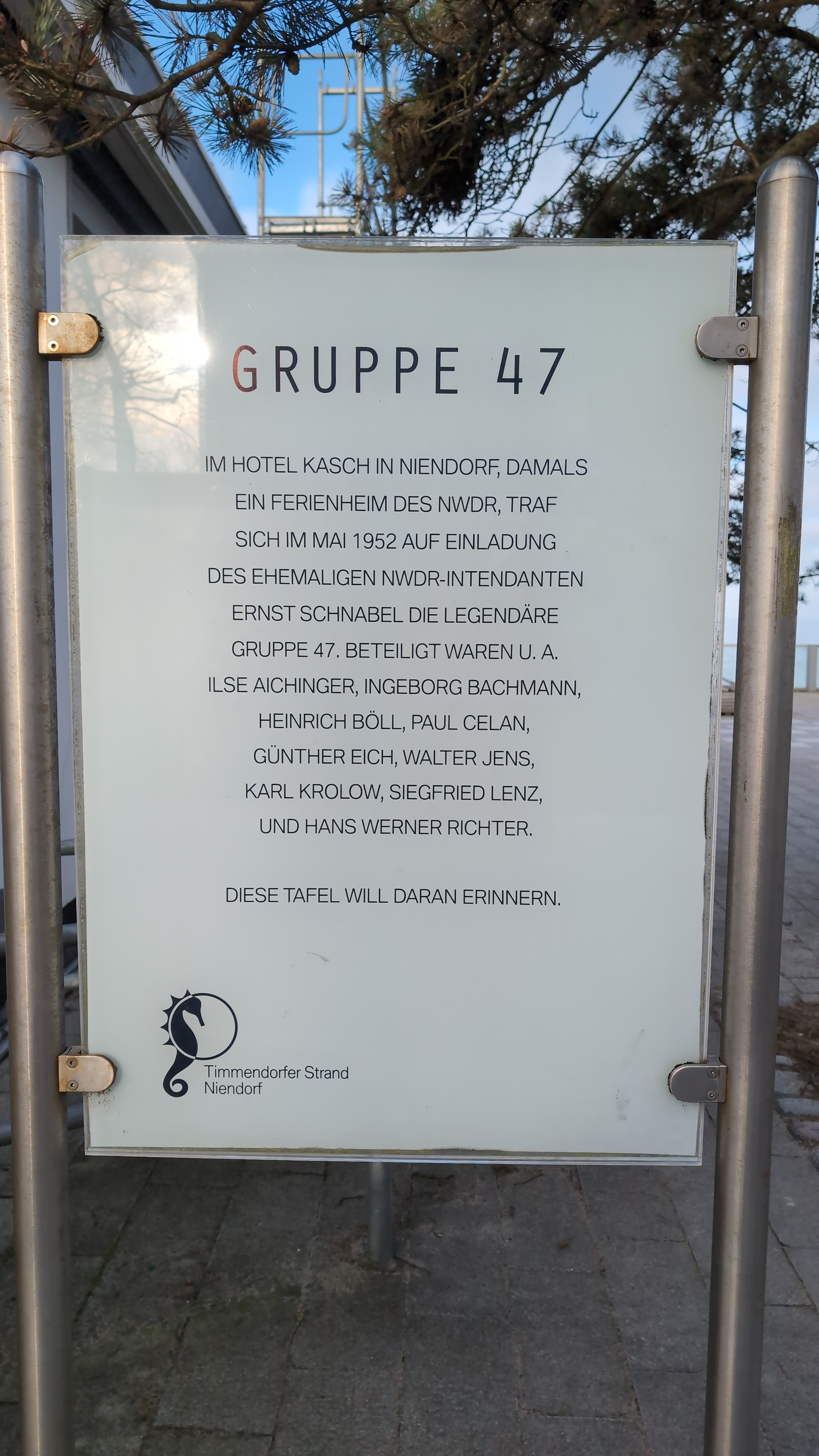
Gedenktafel Gruppe 47

Die Tagung in Niendorf führte nach Einschätzung Arnolds zu einem literarischen Paradigmenwechsel in der Gruppe: der schlichte Realismus der Trümmerliteratur, der in den Anfangsjahren bestimmend gewesen war, wich allmählich komplexeren Texten. Die literarische Moderne, die sich in der ersten Hälfte des 20. Jahrhunderts entwickelt hatte, ehe sie während der Zeit des Nationalsozialismus verbannt und verbrannt worden war, lebte in der Gruppe 47 neu auf. Die Entwicklung war insbesondere mit den Namen Ilse Aichinger und Ingeborg Bachmann verknüpft, die 1952 und 1953 den Preis der Gruppe 47 erhielten. Für den Germanisten Peter Demetz wurde in Niendorf „der literarische Realismus“ vom „Surrealismus“ als einem „wirksamen stilistischen Grundprinzip“ verdrängt. Elisabeth Endres sah in ihrer Publikation zur Literatur der Adenauerzeit ab dem Jahr 1952 in den Werken der Gruppenmitglieder nicht mehr das „Typische“ im Mittelpunkt, sondern das „Singuläre“, Einzelne. Joachim Kaiser bestätigte über das Jahr, in dem er selbst zur Gruppe gestoßen war: „Trümmerliteratur und Kahlschlag-Heftigkeiten kamen 1953 kaum mehr vor.“
Während die jungen Schriftsteller einer moderaten Moderne in den 1950er Jahren das literarische Bild der Gruppe 47 prägten, hatte es eine weitergehende experimentelle Literatur schwer, sich in der Gruppe zu etablieren. An Helmut Heißenbüttels Sprachdemonstrationen entzündete sich im Jubiläumsjahr 1957 auf der Tagung in Niederpöcking am Starnberger See ein Konflikt, der zu einem ersten Riss in der Gruppe führte. Richter beschrieb: „Das erste Mal zeigen sich zwei Fraktionen, die sich in der Beurteilung zeitweise feindlich gegenüberstehen. Die Artisten, die Ästheten, die Formalisten auf der einen Seite und auf der anderen die Erzähler […], die Realisten.“ Die Gruppe drohte sich zu spalten. Doch Richter gelang es, ganz nach seiner Maxime, eine poetologische Grundsatzdebatte und den möglichen Bruch zu verhindern. Heißenbüttel wurde zukünftig ein Sonderstatus zuteil: Seine Lesungen fanden außerhalb des Wettbewerbs statt. Der 1964 zur Gruppe gekommene Peter Bichsel erinnerte sich: „Am Schluß las Heißenbüttel zur Unterhaltung der Leute. […] Er hatte eine Alibi-Funktion.“

### Die Gruppe 47 als Institution
Seit Beginn der 1950er Jahre war die Gruppe immer stärker in den öffentlichen Fokus gerückt. Während zu Beginn die Teilnehmer selbst in Reportagen über die Treffen berichtet hatten, wurden die seit 1956 nur noch jährlich im Herbst veranstalteten Tagungen – abgesehen von einer zusätzlichen Hörspiel- und Fernsehspieltagung im Frühjahr 1960 und 1961 – inzwischen als öffentliche Ereignisse wahrgenommen und von den Medien verbreitet. Zu den gruppenfremden Journalisten, die von den Tagungen berichteten, gehörte 1951 auch Martin Walser. Er erhielt eine Einladung in die Gruppe auf seine selbstbewusste Einschätzung hin: „Aber die Lesungen sind sehr schlecht, das taugt alles nichts, das kann ich viel besser.“ Tatsächlich wurde 1955 in Berlin seine Erzählung Templones Ende mit dem Preis der Gruppe prämiert.

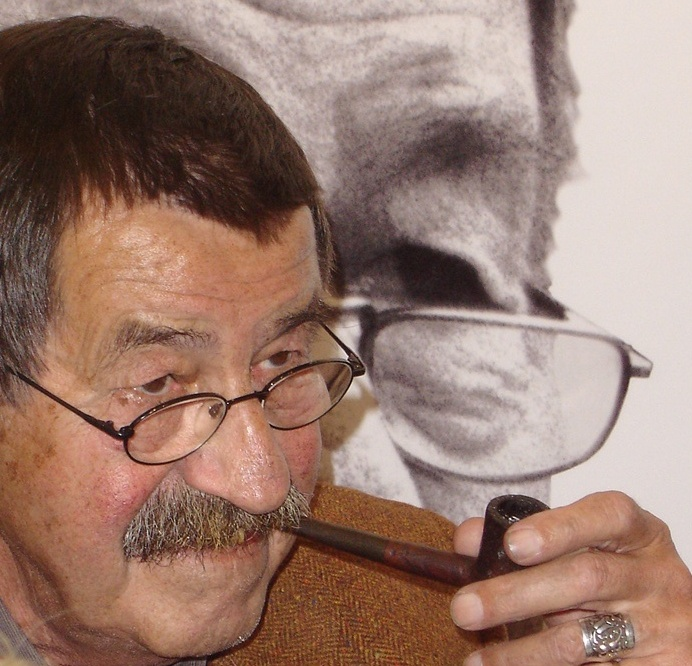
Günter Grass wurde durch seine Lesung 1958 öffentlich bekannt.

Zu einem der größten Erfolge der Gruppe 47 wurde der nächste Preisträger, Günter Grass, der 1958 in Großholzleute im Allgäu das erste Kapitel seines noch unveröffentlichten Romans Die Blechtrommel las. Die Lesung machte den bis dahin unbekannten Autor schlagartig berühmt, die Verlage wetteiferten um das unfertige Manuskript. Richter lobte nach drei Jahren Pause wieder einen Preis der Gruppe aus, der Grass zuerkannt wurde. Nachdem Grass durch die Gruppe in die Wahrnehmung der Öffentlichkeit gelangt war, fiel im Gegenzug sein anschließender literarischer Erfolg auf die Gruppe 47 zurück, deren Einfluss im Literaturbetrieb stieg.
In der Folge drängten Autoren, Kritiker und Verlage in die Gruppe, um von ihrem Ruf zu profitieren. Der Ablauf der Veranstaltungen wurde professioneller und verlor die kameradschaftliche Atmosphäre der frühen Treffen. Die Teilnehmer sah Richter sich in drei Gruppierungen spalten: einige wenige junge Autoren, die noch lasen, die reinen Kritiker, „die alles besser wissen“, und eine große Gruppe derjenigen, die nur noch zuhörten. Die früheren Mitglieder blieben immer öfter den Treffen fern. So bekundete Heinrich Böll: „Tagungen, an denen 150 Autoren, Kritiker, Verleger, Filmleute, Fernsehen und so weiter teilnehmen, bereiten mir eine solche Qual, daß ich nur sehr ungern dorthin gehe. [Die Gruppe 47] ist ein bißchen in Gefahr zur Institution zu werden.“ Auch Alfred Andersch kritisierte: „die Gruppe wurde zum literarischen Markt.“ Manuskripte wurden gehandelt, die Autoren bereiteten sich speziell auf die Gruppenlesungen vor. Erfolg oder Misserfolg der Lesung vor der Riege der anwesenden Verlagsvertreter konnte über ihre literarische Karriere entscheiden.
Die Kritik an den Texten kam inzwischen nicht mehr von anderen Autoren, sondern wurde fast ausschließlich von der Riege der anwesenden Berufskritiker geübt, die in den Vortragssälen zumeist die erste Reihe belegten: Walter Höllerer, Joachim Kaiser, Walter Jens, Walter Mannzen, Marcel Reich-Ranicki und Hans Mayer. Letzterer urteilte, die „Kritik dementierte zur Marktexpertise, empfand sich selbst als solche und verhielt sich von nun an marktgerecht.“ Im Jahr 1961 kam es zu internen Debatten um den Fortbestand der Gruppe 47. Die Kritik an der Kritik entzündete sich besonders an der Person Reich-Ranickis, dessen Schärfe im Urteil gefürchtet war. Verschiedene, vor allem ältere Mitglieder der Gruppe forderten seine Ausladung, gegen die sich Richter aber letztendlich aussprach.

### Gruppe, Politik und Gesellschaft
Die zunehmende Politisierung der Gesellschaft in den 1960er Jahren strahlte auch auf die Gruppe 47 aus. Obwohl Richters Motivation ursprünglich eine gesellschaftspolitische gewesen war, blieb die Gruppe 47 über den Zeitraum ihrer Existenz politisch inhomogen. So kam es nie zu einer politischen Resolution im Namen der gesamten Gruppe. Es wurden allerdings aus der Gruppe heraus insgesamt elf Resolutionen Einzelner angestoßen, die immer nur von einer Minderheit der Teilnehmer unterschrieben, in der Öffentlichkeit aber dennoch oft als Protestnoten der gesamten Gruppe wahrgenommen wurden. Sie reichten von Protesten gegen die Niederschlagung des Ungarischen Volksaufstands 1956, Protesten gegen den Vietnamkrieg 1965 bis zu einer Resolution gegen die Springer-Presse während der letzten Tagung 1967.
Mit der wachsenden Öffentlichkeitswirkung der Gruppe 47 wurde sie im Inland wie im Ausland verstärkt als Repräsentant der deutschen Literatur wahrgenommen. 1964 im schwedischen Sigtuna und 1966 im amerikanischen Princeton trat sie in Auslandstagungen in Erscheinung. Diese waren als Veranstaltungen erfolgreich, wie etwa der schwedische Schriftsteller Lars Gustafsson notierte: „Die Gruppe machte den ungeheuer imponierenden Eindruck einer riesigen, manchmal nahezu perfekten Kritikmaschinerie.“ Sie führten aber im Inland zu Diskussionen und in der Gruppe selbst zu immer stärker aufbrandenden Reformdebatten. Richter erkannte einen „schleichenden Krebs, der da plötzlich die Gruppe befällt“.

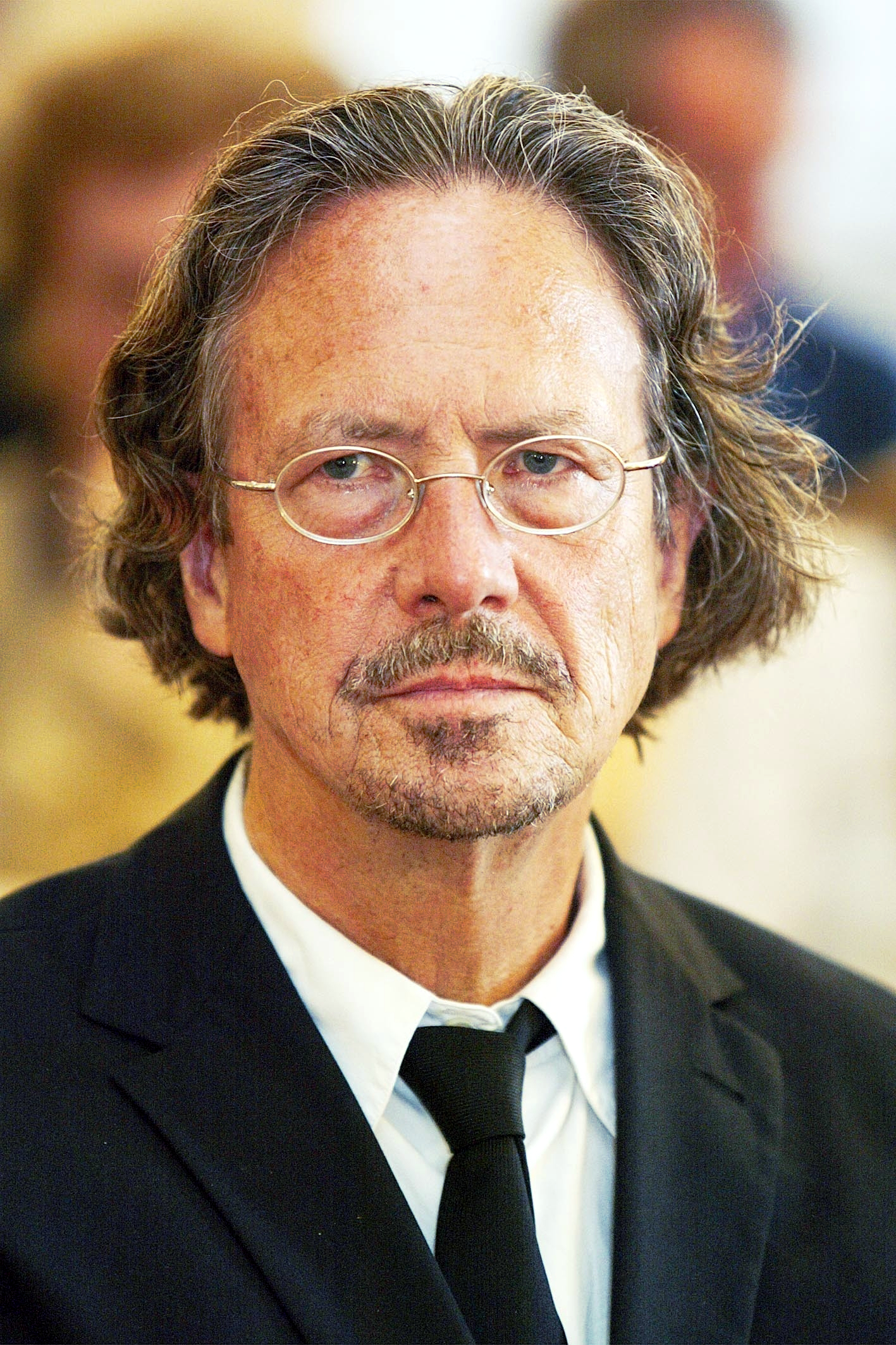
Peter Handke griff die Gruppe 1966 in Princeton an.

Martin Walsers ironische Entgegnung auf Kritik an der Gruppe wurde 1964 zu einer Bestandsaufnahme: „Die Gruppe ist in vielen Augen eine herrschsüchtige Clique geworden. Und der literarische Jahrmarkt, der da einmal im Jahr stattfindet, […] wird beurteilt als eine monopolistische imperialistische Veranstaltung zur Einschüchterung der Kritik, der Leser, der Öffentlichkeit. […] Ich glaube, es ist wirklich die höchste Zeit zur Sozialisierung. Fängt die Gruppe nämlich erst an, im Ausland aufzutreten, dann ist es ganz unvermeidlich, daß etwas Offizielles passiert und noch schlimmere Mißverständnisse entstehen als im Inland.“ In Princeton griff der erstmals eingeladene Peter Handke, der zuvor mit seiner Lesung durchgefallen war, die Gruppe direkt an. Handke verurteilte im Stile seiner Publikumsbeschimpfung Autoren für die „Beschreibungsimpotenz“ ihrer „ganz dummen und läppischen Prosa“ und Kritiker für „ihr überkommenes Instrumentarium“ gleichermaßen. Als Handke von Hans Mayer Unterstützung erfuhr, kam es zum ersten Mal zu der von Richter stets vermiedenen Grundsatzdiskussion. Günter Grass nannte Handkes Kritik später einen „Blattschuss“ für die Gruppe 47. In der Folge wandte sich Erich Fried in einem Brief mit Reformvorschlägen an Hans Werner Richter, doch dieser nahm die Gruppe 47 noch immer als seine Gruppe wahr und blockte alle Reformbestrebungen ab: „Ich brauche nur nicht mehr einzuladen, dann gibt es [die Gruppe 47] nicht mehr.“
Auch die politischen Angriffe auf die Gruppe kamen inzwischen nicht mehr nur aus konservativer Richtung, wie dies bereits seit ihren Anfangstagen, insbesondere aber seit der Wahlwerbung einiger Autoren für die SPD der Fall gewesen war. Im Mai 1966 startete Klaus Rainer Röhl in der Zeitschrift konkret einen „Feldzug von links“ gegen die Gruppe 47, der in den folgenden Ausgaben mit immer neuen Attacken gegen, so Robert Neumann, die „Attrappe einer engagierten Literatur, engagiert für die Attrappe einer Oppositionspartei“ fortgesetzt wurde. In seiner ebenfalls in konkret abgedruckten Antwort konzedierte Joachim Kaiser im August des Jahres: „Ich finde, die Gruppe sollte sich langsam auflösen, weil sie durch viele unvernünftige Angriffe und infolge vieler unvernünftiger tadelnder oder lobender Berichte […], weil also die Gruppe durch diese halb-verschuldeten, halb-unverschuldeten Neben-Effekte ihre Unschuld verloren hat, zu einem Politikum geworden ist“.

### Letzte Treffen
Zum letzten regulären Treffen kam es 1967 im oberfränkischen Waischenfeld in der Pulvermühle. Die Tagung wurde von Protesten einiger Studenten des Erlanger SDS gestört. Sie warfen der Gruppe eine unpolitische Haltung vor und skandierten Parolen wie „Die Gruppe 47 ist ein Papiertiger“ und höhnische Rufe „Dichter! Dichter!“ Die Reaktionen der Gruppenmitglieder fielen unterschiedlich aus. Während manche verärgert auf die Störung reagierten, suchten andere den Dialog mit den Studenten. Innerhalb der Gruppe brachen ideologische Differenzen auf, insbesondere zwischen den beiden Protagonisten Günter Grass und Reinhard Lettau. Der damalige Teilnehmer Yaak Karsunke erinnerte sich, er sei „sehr erschrocken gewesen, mit welcher Aggressivität ein großer Teil der Gruppenmitglieder auf diesen harmlosen Studenten-Ulk reagiert“ habe, und er zog das Fazit: „In gewisser Weise ist diese Gruppe 47 – oder der Traum, den Hans Werner Richter davon hatte – tatsächlich in der Pulvermühle zerbrochen, weil plötzlich die Außenwelt eindrang. Für meine Begriffe ist sie aber nicht am Eindringen der Außenwelt zerbrochen, sondern an der Unfähigkeit der Gruppe, darauf angemessen zu reagieren.“

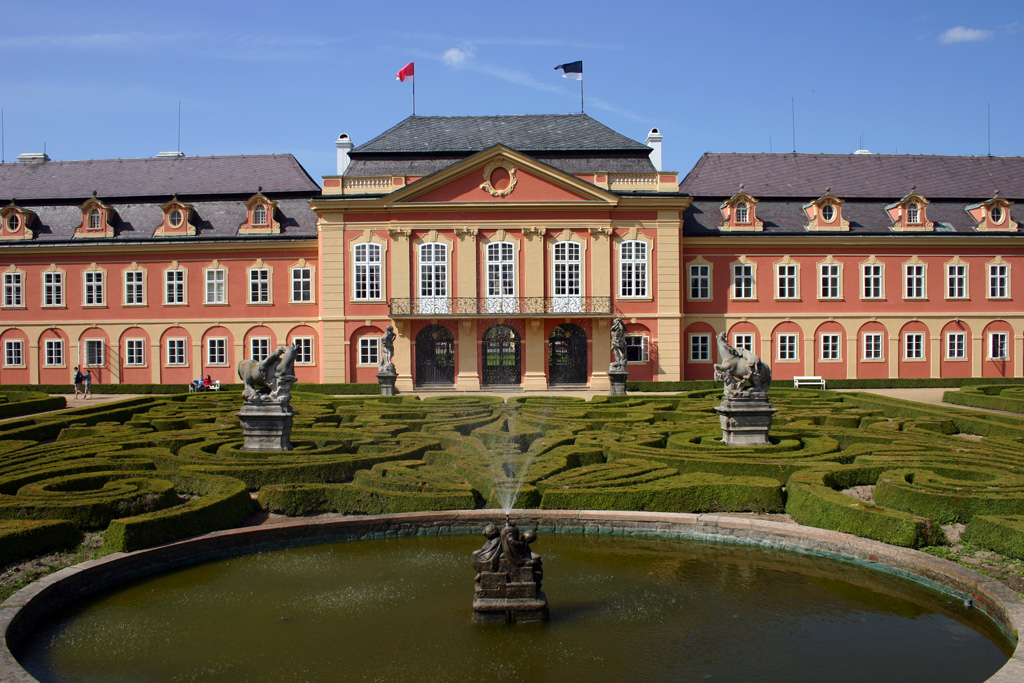
Das geplante Auflösungstreffen auf Schloss Dobříš konnte erst 1990 nachgeholt werden.

Hans Werner Richter plante noch ein abschließendes Treffen 1968 auf Schloss Dobříš bei Prag, auf dem er die Gruppe auflösen und sich selbst wieder in den politischen Journalismus eines neu aufgelegten Rufs zurückziehen wollte. Doch zu beidem kam es nicht. Die Niederschlagung des Prager Frühlings durch den Einmarsch der Truppen des Warschauer Pakts verhinderte die Auflösungstagung. Die Gruppe 47, die laut Richter nie wirklich gegründet wurde, löste sich somit auch nie offiziell auf. Wie gegenüber Erich Fried angekündigt, lud Richter einfach nicht mehr ein. In der Folge kam es zu einigen kleineren Treffen ehemaliger Mitglieder, so 1972 in Berlin zum 25-jährigen und 1977 in Saulgau zum 30-jährigen Jubiläum. Auf Einladung Václav Havels holte Richter im Mai 1990 unter geänderten politischen Rahmenbedingungen auch noch das ausgefallene Treffen in Schloss Dobříš nach, das zu einer Begegnung der ehemaligen Gruppenmitglieder mit tschechischen Autoren wurde. Joachim Kaiser zog das Fazit: „Zum Ende der Gruppe 47 führte hauptsächlich der Umstand, daß sie zu alt wurde. So kam einiges zusammen: Überalterung der Gruppe, heftige Politisierung ihrer Mitglieder und der Umstand, daß die Gruppe nicht mehr das gewesen ist, was sie am Anfang war, nämlich eine Art Avantgarde.“
Zur Erinnerung an das letzte reguläre Treffen fand Mitte Oktober 2017 ein Literaturfestival in Waischenfeld statt.

### Nachfolger
Im Stil der Lesungen der Gruppe 47 und der Ad-hoc-Urteile durch Kritiker regten der Journalist und Buchautor Humbert Fink sowie der damalige Intendant des ORF-Landesstudios in Kärnten Ernst Willner den Literaturwettbewerb um den Ingeborg-Bachmann-Preis an, der seit 1977 alljährlich in Klagenfurt abgehalten wird und anfangs unter der Ägide von Marcel Reich-Ranicki stand.
Mit dem Lübecker Literaturtreffen gründete Günter Grass im Dezember 2005 einen neuen literarischen Zirkel. Zum ersten Treffen im Günter-Grass-Haus waren Thomas Brussig, Michael Kumpfmüller, Katja Lange-Müller, Benjamin Lebert, Eva Menasse, Matthias Politycki, Tilman Spengler und Burkhard Spinnen eingeladen. In Anlehnung an die Gruppe 47 wurde die Vereinigung auch Lübeck 05 tituliert. Grass distanzierte sich allerdings von einer Wiederbelebung der Gruppe 47 im alten Stil: „Das lässt sich nicht fortsetzen. Es gibt unter uns allen keinen Hans Werner Richter. Es gibt heute auch keine vergleichbare Situation, wie sie in den 40er und 50er Jahren in Deutschland herrschte“.

## Wirkung und Debatten

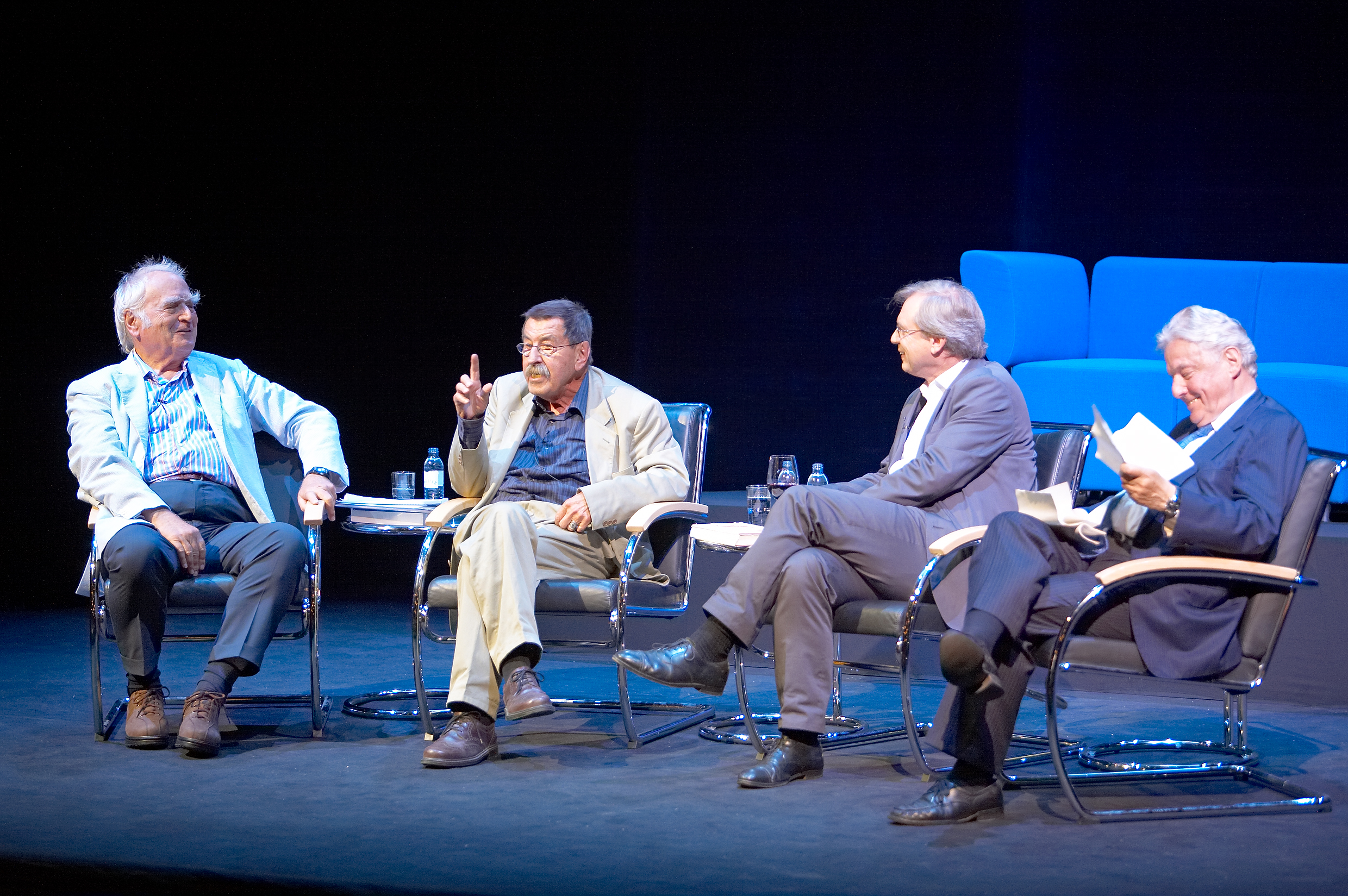
Martin Walser, Günter Grass und Joachim Kaiser im Gespräch mit Wolfgang Herles 60 Jahre nach Gründung der Gruppe 47

### Kritik an der Gruppenkritik

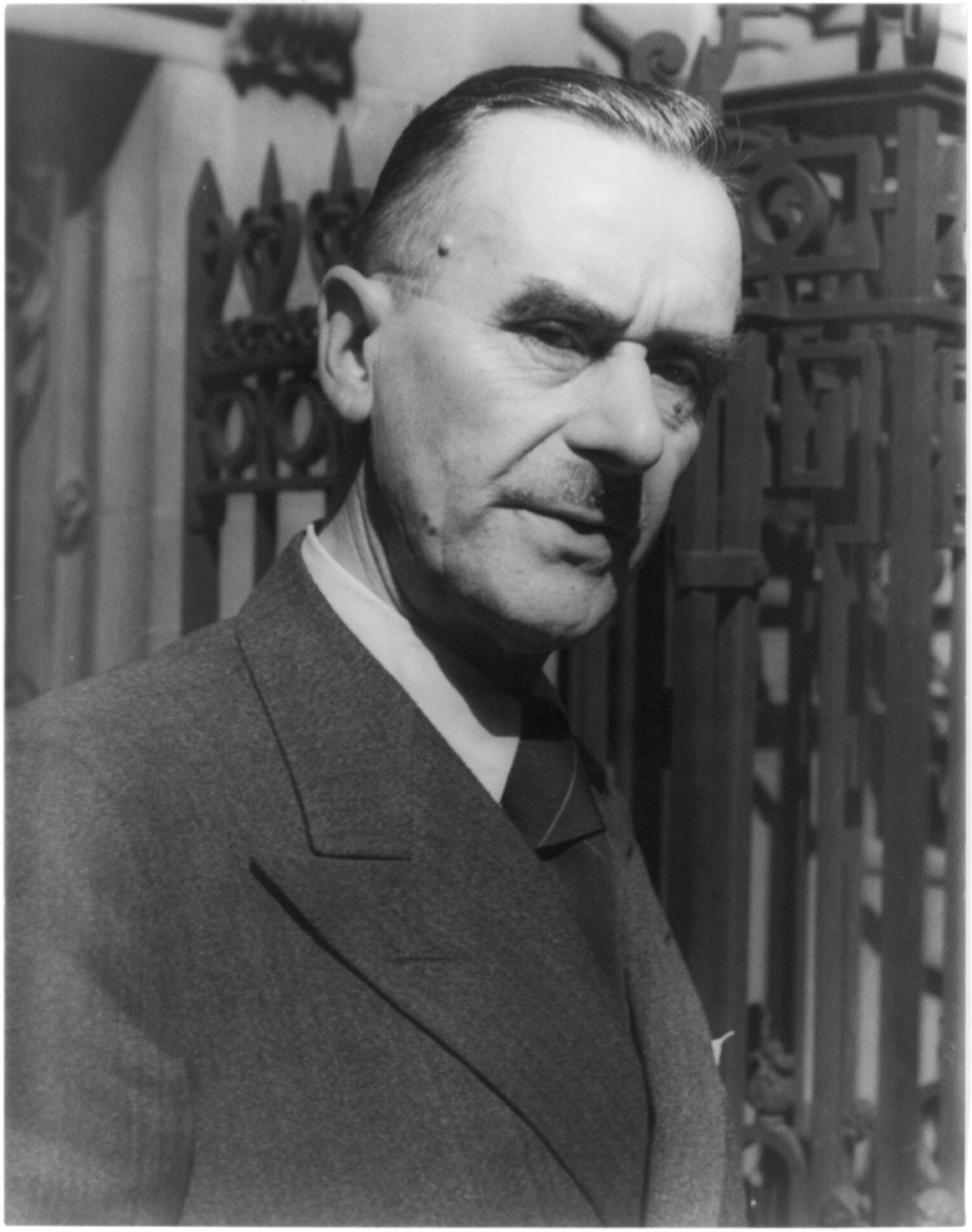
Für Thomas Mann war die Gruppe 47 eine pöbelhafte Rasselbande.

### Debatten um den öffentlichen Einfluss

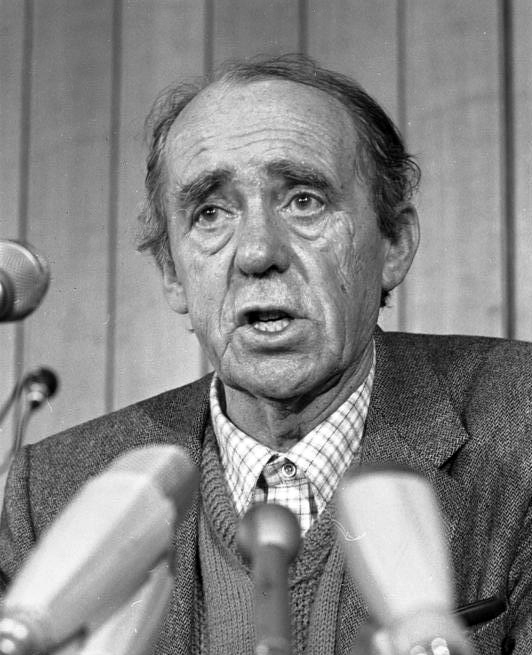
Heinrich Böll nannte die Gruppe 47 „politisch hilflos“ und „ungefährlich“.

### Politische Angriffe

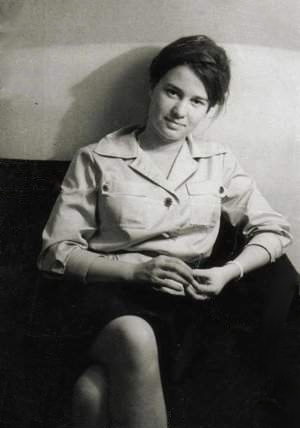
Ulrike Meinhof griff die Gruppe 47 aus einer linken Position an.

### Nachträgliche Aufarbeitungen

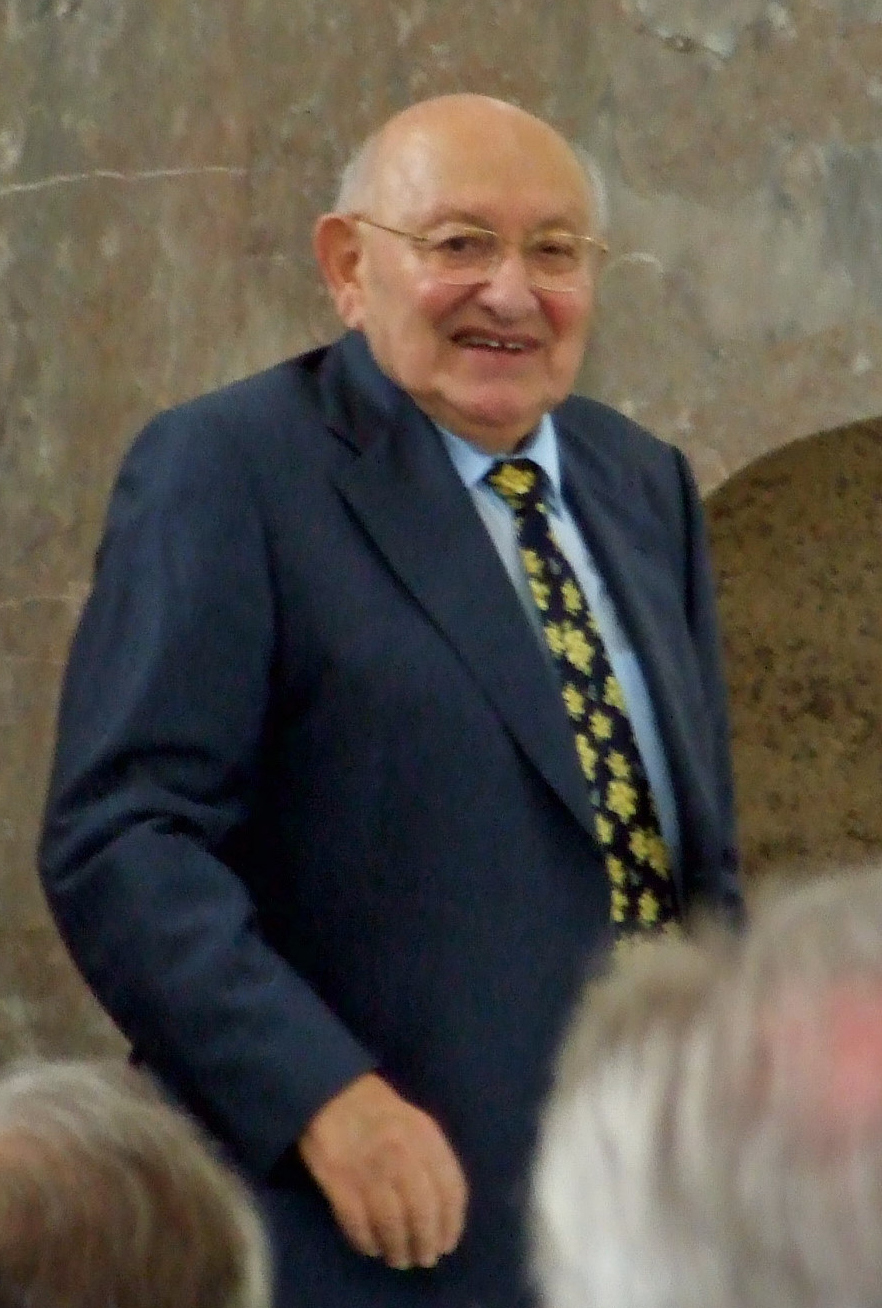
Marcel Reich-Ranicki erlebte nach eigener Aussage keinen Antisemitismus in der Gruppe 47.